# Luxemburguès
El luxemburguès o luxemburgués és la llengua germànica pròpia de Luxemburg. Fins fa poc de temps, era una llengua reclosa en el si de la llar sense cap presència oficial i un desconeixement forà de la seva existència. El 24 de febrer del 1984, va esdevenir llengua oficial del país mitjançant una llei específica. Avui en dia, ja és llengua oficial en un país que en té tres: l'alemany, el francès i el luxemburguès.
No ha estat una llengua literària reconeguda fins al segle xix, encara que es conserven documents escrits que van fer possible ja fa alguns centenars d'anys la seva identificació com a llengua independent de l'alemany.
Existeix actualment un fort moviment a Luxemburg en pro de la llengua, que ha aconseguit introduir-la en l'ensenyament, a la ràdio i a la televisió. La principal demanda és l'eliminació de l'alemany com a "llengua franca" del país i la seva substitució pel luxemburguès. El luxemburguès, tot i la seva llarga travessia pel desert, és entès i parlat per prop de 100% de la població, que la té com a llengua materna. Els principals autors en llengua luxemburguesa són: Guy Rewenig, Roger Mandercheid, Nico Helminger i Josy Braun.

## Nombre de parlants
Uns 280.000 com a primera llengua o llengua materna i uns 110.000 com a segona llengua. D'aquests, uns 350.000 viuen al Gran Ducat de Luxemburg. Hi ha una comunitat de luxemburguesoparlants a Bèlgica estimada en uns 30.000. Tradicionalment, a França, els miners de carbó de la vall del riu Mosel·la, vora la frontera entre Luxemburg i Alemanya, han parlat el luxemburguès en una varietat anomenada fràncic (frankesch) o platt. No hi ha estimacions del nombre de parlants. A Alemanya hi ha petites comunitats frontereres que parlen luxemburguès, sense estimacions fiables.

## Filiació
Llengua indoeuropea, germànica, germànica occidental.

## Lèxic
- Bon dia - moien
- Adeu - addi
- Si us plau - wann ech gelifft

```
1 
eent

2 
zwee

3 
dräi

4 
véier

5 
fënnef

6 
sechs

7 
siwen

8 
aacht

9 
néng

10 
zéng
```